# الإسلام في اليابان
تاريخ الإسلام في اليابان حديث نسبيًا فيما يتعلق بالوجود الديني الطويل الأمد في البلدان المجاورة الأخرى. الإسلام هو واحد من أقل الديانات في اليابان، حيث يمثل حوالي 0.15٪ من إجمالي السكان اعتبارًا من عام 2022. جعلت الهجرة من البلدان ذات الأغلبية المسلمة الإسلام أسرع دين نموًا في اليابان. من حيث النسبة المئوية للزيادة نما المسلمون بنسبة 109٪، من 110,000 في عام 2010 إلى 230,000 في نهاية عام 2022، من إجمالي عدد السكان البالغ حوالي 126 مليونًا.

## التاريخ

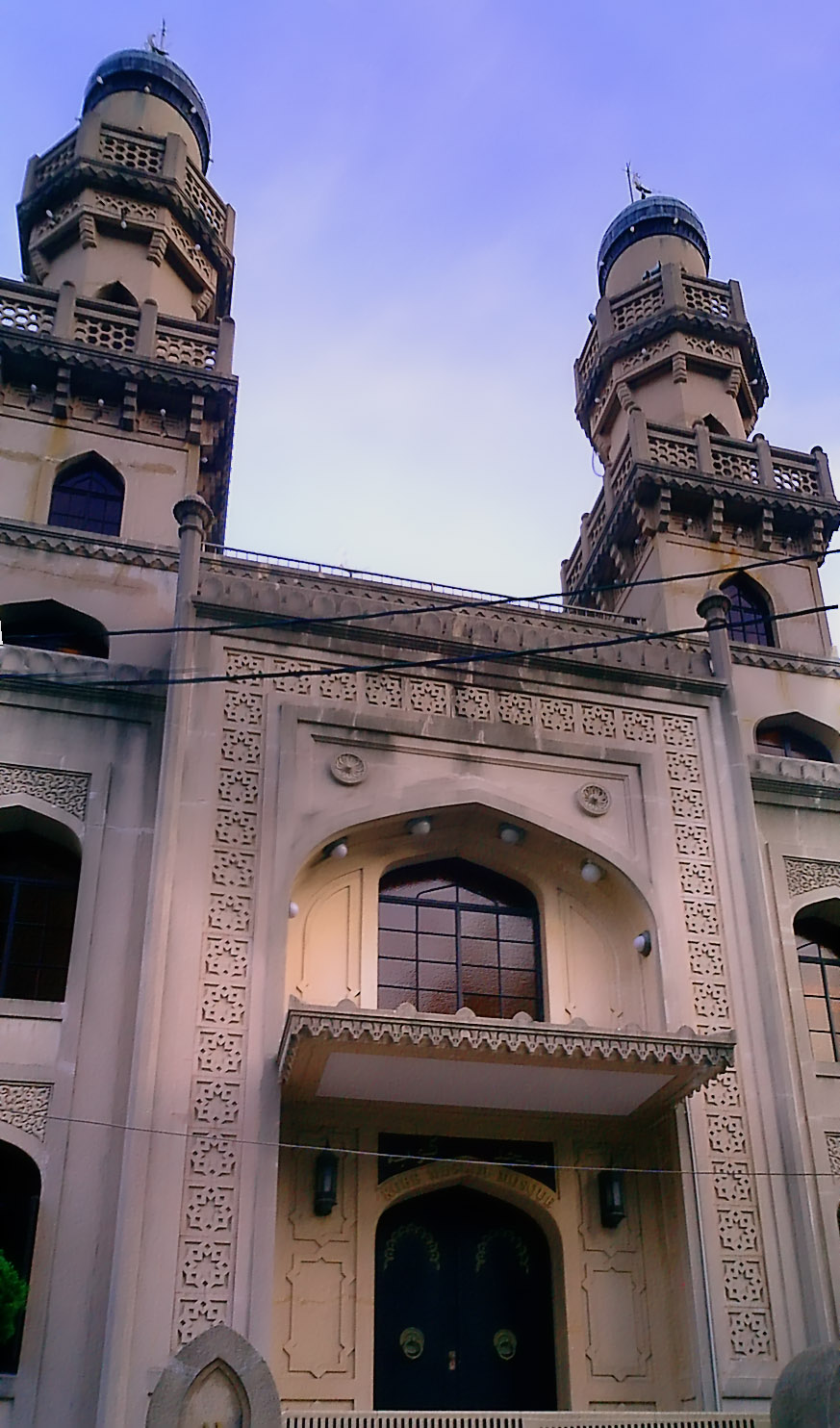
مسجد كوبيه يقع في مدينة كوبه اليابانية وهو من أقدم المساجد في اليابان.

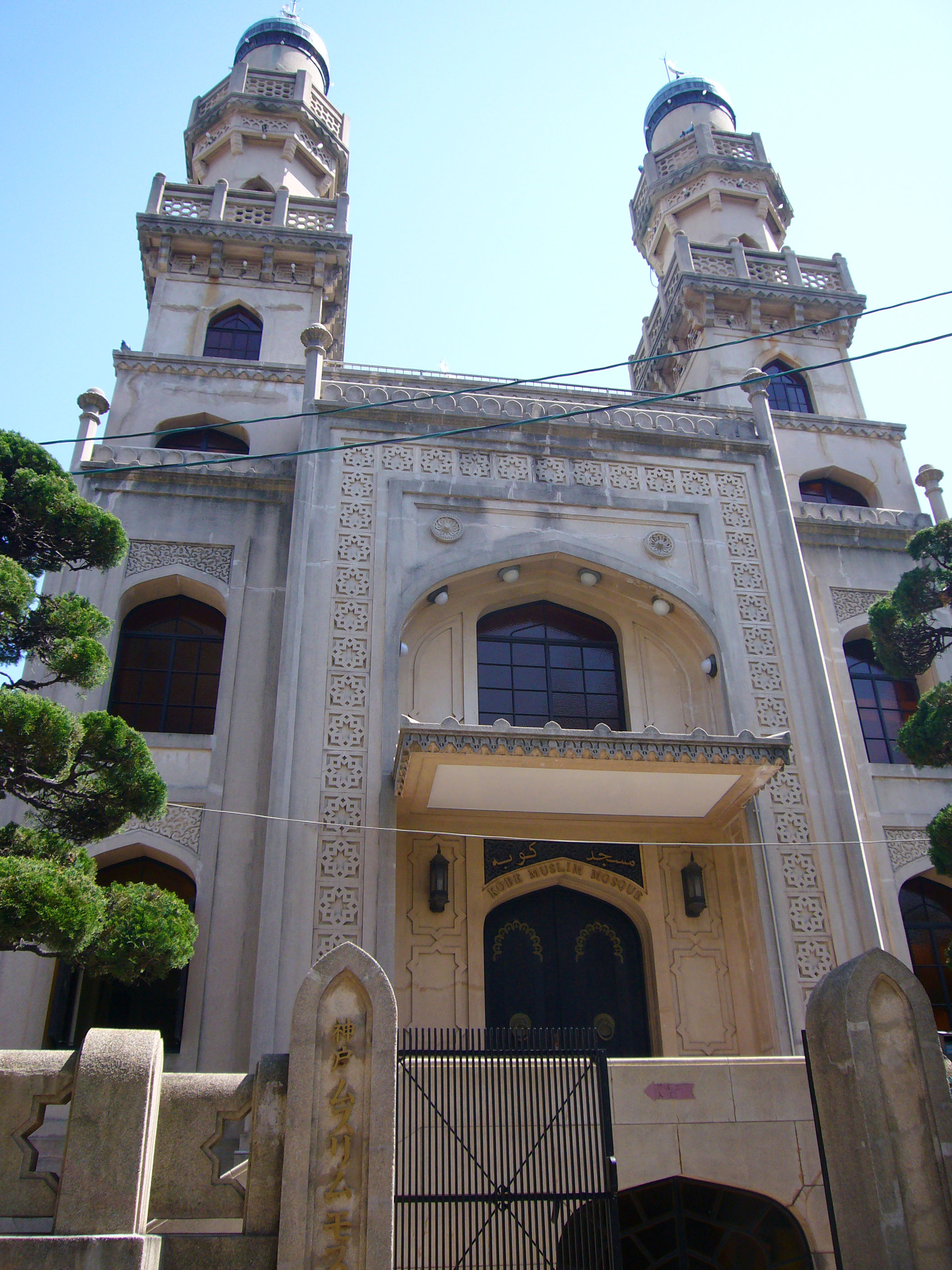
صورة جانبية أخرى من مسجد كوبيه.

عرف اليابانيون معلومات أولية عن الإسلام من جيرانهم الصينيين، فأخذوا معلوماتهم من الكتب الصينية، ومما كتبه الأوروبيون، وجاءت دفعة جديدة بانفتاح اليابان على العالم الخارجي والاتصال بالبلاد الإسلامية، ففي سنة 1308 هـ (1890-1891م) زارت إحدى السفن الحربية التركية موانئ اليابان زيارة مجاملة، ولكنها تحطمت في عودتها قرب جزر اليابان، ومات العديد من طاقمها، فأرسلت اليابان إحدى سفنها تحمل الأحياء من الباخرة التركية إلى إسطنبول وكان هذا أول (اتصال إسلامي رسمي) باليابان.
وافتتح اليابانيون مفوضية بالقسطنطينية في أعقاب الحرب العالمية الأولى وبدأ اتصالهم بالعالم الإسلامي، فأرسلوا مبعوثًا لهم إلى جدة لتوثيق العلاقات بالعالم الإسلامي، وفي سنة 1906 1326 هـ عندما عقد مؤتمر الديانات في طوكيو حضره مندوبون من بعض الدول الإسلامية.
وعندما قامت الحرب بين الروس واليابانيين في مستهل هذا القرن زاد اتصال اليابان بالعالم الإسلامي، ووصل إلى اليابان العديد من المسلمين كان من بينهم عبد الرشيد إبراهيم الذي طرد من روسيا بسبب نشاط التتارية الإسلامية، وكان صديقًا للجنرال الياباني (أكاشي) وساعده في الدخول إلى اليابان في سنة 1327 هـ. كان عبد الرشيد داعية إسلاميًا نشيطًا، أسلم على يديه العديد من اليابانيين منهم (كوتارو- ياما أوكا) وحج الاثنان معًا في سنة 1327 هـ، وتوفي عبد الرشيد إبراهيم سنة 1364 هـ الموافق 31 أغسطس 1944م. زاد اتصال المسلمين باليابان بعد الحرب العالمية الأولى، وفي سنة 1342 هـ قدم إلى اليابان مسلم لاجئ طرده الماركسيون من التركستان ويدعى (محمد عبد الحي قربان).
كما قدم إلى اليابان في أعقاب وصول عبد الحي قربان 600 لاجئ من مسلمي التركستان، وكان هذا أول (وصول جماعي للمسلمين) إلى اليابان، ولهذا يوجد العديد من الأتراك الذين ينتسبون إلى التركستان بوسط آسيا.
أسس قربان أول مسجد في طوكيو في سنة 1357 هـ، وألحق به مدرسة لتعليم القرآن، وأسره الروس في نهاية الحرب العالمية الثانية، ونفي إلى سيبريا وظل بها حتى توفي في سنة 1372 هـ.
وازدهر انتشار الإسلام بين اليابانيين في أعقاب الحرب العالمية الثانية، فبعودة الجنود اليابانيين من البلاد الإسلامية في جنوب شرقي آسيا، برزت خطوة جديدة زادت من انتشار الإسلام فقد اعتنق بعض هؤلاء الجنود الإسلام أثناء وجودهم في تلك البلاد ومنهم (عمر بوكينا)، وهناك جهود فردية مثل ماقام به (الحاج عمر ميتا) والذي اعتنق الإسلام أثناء وجوده في بكين، وعاد إلى اليابان في أعقاب الحرب العالمية الثانية، وذهب إلى الباكستان، ثم إلى مكة المكرمة، وعاد منها في سنة 1385 هـ بعد أن زاد تعمقه في الإسلام ونشط الحاج عمر ميتا في الدعوة الإسلامية، وأسس الجمعية الإسلامية في سنة 1380 هـ وترجم معاني القرآن الكريم إلى اللغة اليابانية ونشرت في السنة التي توفي فيها عام 1972 م، وهاجر عدد من مسلمي الصين إلى اليابان بعد استيلاء الشيوعيين على حكم الصين، ومنذ عام 1386 هـ - 1956 م بدأت وفود جماعة التبليغ تتردد على اليابان قادمة من الهند والباكستان وهناك نشاط ملحوظ في نشر الدعوة تقوم به جمعية الطلبة المسلمين.
وزادت مجهودات اليابانيين أنفسهم في الدعوة، وهناك عدد من المسلمين اليابانيين تحملوا مسؤولية الدعوة، ومن أنشط المسلمين طبيب ياباني اسمه (شوقي فوتاكي) افتتح مستشفى خاص وأسلم على يديه الآلاف وساعدته في ذلك جمعية تعاونية إسلامية، ساعدت في إقامة المستشفى في قلب مدينة طوكيو، كما أسلم تاجر لحوم في مدينة ساكو وأصبح يزود المسلمين بحاجتهم من اللحوم المذبوحة بالطريقة الإسلامية، وقد ازداد اتساع الإسلام في السنوات الإخيرة ويقدر عددهم ب 400 ألفًا، المناخ مناسب للدعوة فالدستور الياباني ينص على عدم التدخل في المعتقدات الدينية، وينتشر المسلمون اليابانيون في مناطق طوكيو، وفي منطقة كنسَاي، وأوساكا، وكوبي، وكيوتو، وفي ناجويا، وفي جزيرة هوكايدو، ومنطقة سنداي، وشيزوكا، هيروشيما، وتبذل الهيئات الإسلامية في المملكة العربية السعودية جهودًا في سبيل نشر الدعوة الإسلامية، ودعمها ماديا وثقافيًا، وقد زارت اليابان وفود عديدة من المملكة العربية السعودية.

## التوزيع
نسبة السكان المسلمين في كل محافظة اعتبارًا من عام 2020.
| المحافظة        | مجموع السكان | المسلمون | نسبة المسلمون |
| --------------- | ------------ | -------- | ------------- |
| آيتشي           | 7,542,415    | 21,920   | 0.3           |
| أكيتا           | 959,502      | 331      | < 0.1         |
| آوموري          | 1,237,984    | 560      | < 0.1         |
| تشيبا           | 6,284,480    | 15,575   | 0.2           |
| إهيمه           | 1,344,841    | 1,247    | < 0.1         |
| فوكوي           | 766,863      | 747      | < 0.1         |
| فوكوكا          | 5,135,214    | 5,022    | < 0.1         |
| فوكوشيما        | 1,833,152    | 1,449    | < 0.1         |
| غيفو            | 1,978,742    | 3,740    | 0.2           |
| غونما           | 1,939,110    | 8,809    | 0.5           |
| هيروشيما        | 2,799,702    | 4,858    | 0.2           |
| هوكايدو         | 5,224,614    | 3,262    | < 0.1         |
| هيوغو           | 5,465,002    | 5,244    | < 0.1         |
| إيباراكي        | 2,867,009    | 13,743   | 0.5           |
| إيشيكاوا        | 1,132,852    | 1,661    | 0.1           |
| إيواته          | 1,210,534    | 679      | < 0.1         |
| كاغاوا          | 950,244      | 2,034    | 0.2           |
| كاغوشيما        | 1,588,256    | 1,280    | < 0.1         |
| كاناغاوا        | 9,237,337    | 16,283   | 0.2           |
| كوتشي (اليابان) | 691,527      | 632      | < 0.1         |
| كوماموتو        | 1,738,301    | 1,704    | < 0.1         |
| كيوتو           | 2,578,087    | 3,359    | 0.1           |
| ميه             | 1,770,254    | 4,160    | 0.2           |
| مياغي           | 2,301,996    | 3,179    | 0.1           |
| ميازاكي         | 1,069,576    | 1,471    | 0.1           |
| ناغانو          | 2,048,011    | 3,127    | 0.2           |
| ناغاساكي        | 1,312,317    | 786      | 0.1           |
| نارا            | 1,324,473    | 986      | 0.1           |
| نييغاتا         | 2,201,272    | 2,004    | 0.1           |
| أويتا           | 1,123,852    | 2,154    | 0.2           |
| أوكاياما        | 1,888,432    | 3,152    | 0.2           |
| أوكيناوا        | 1,467,480    | 2,275    | 0.2           |
| أوساكا          | 8,837,685    | 10,660   | 0.1           |
| ساغا            | 811,442      | 1,221    | 0.2           |
| سايتاما         | 7,344,765    | 22,703   | 0.3           |
| شيغا            | 1,413,610    | 2,332    | 0.2           |
| شيمانه          | 671,126      | 513      | 0.1           |
| شيزوكا          | 3,633,202    | 7,721    | 0.2           |
| توتشيغي         | 1,933,146    | 6,227    | 0.3           |
| توكوشيما        | 719,559      | 918      | 0.1           |
| طوكيو           | 14,047,594   | 30,819   | 0.2           |
| توتوري          | 553,407      | 451      | 0.1           |
| توياما          | 1,034,814    | 2,645    | 0.3           |
| واكاياما        | 922,584      | 485      | 0.1           |
| ياماغاتا        | 1,068,027    | 625      | 0.1           |
| ياماغوتشي       | 1,342,059    | 1,337    | 0.1           |
| ياماناشي        | 809,974      | 851      | 0.1           |
| اليابان         | 126,156,425  | 226,941  | 0.2           |

## التصور العام
لا يزال المسلمون أقلية صغيرة في اليابان، ونتيجة لذلك يظل ينظر للإسلام بأنه غريبًا أو أجنبيًا بالنسبة لمعظم اليابانيين. لدى اليابانيين تصور سلبي بشكل عام أو على الأقل تصور متخوف من الإسلام بسبب الإرهاب منسوب للمسلمين. في دراسة استقصائية أجريت عام 2012 في مدينة فوكوكا الكبيرة، رأى حوالي 63٪ من المستجيبين أن الإسلام دين متطرف، و49٪ يعتقدون أن الدين مخيف. 22٪ يرونه دين سلام.

## المساجد

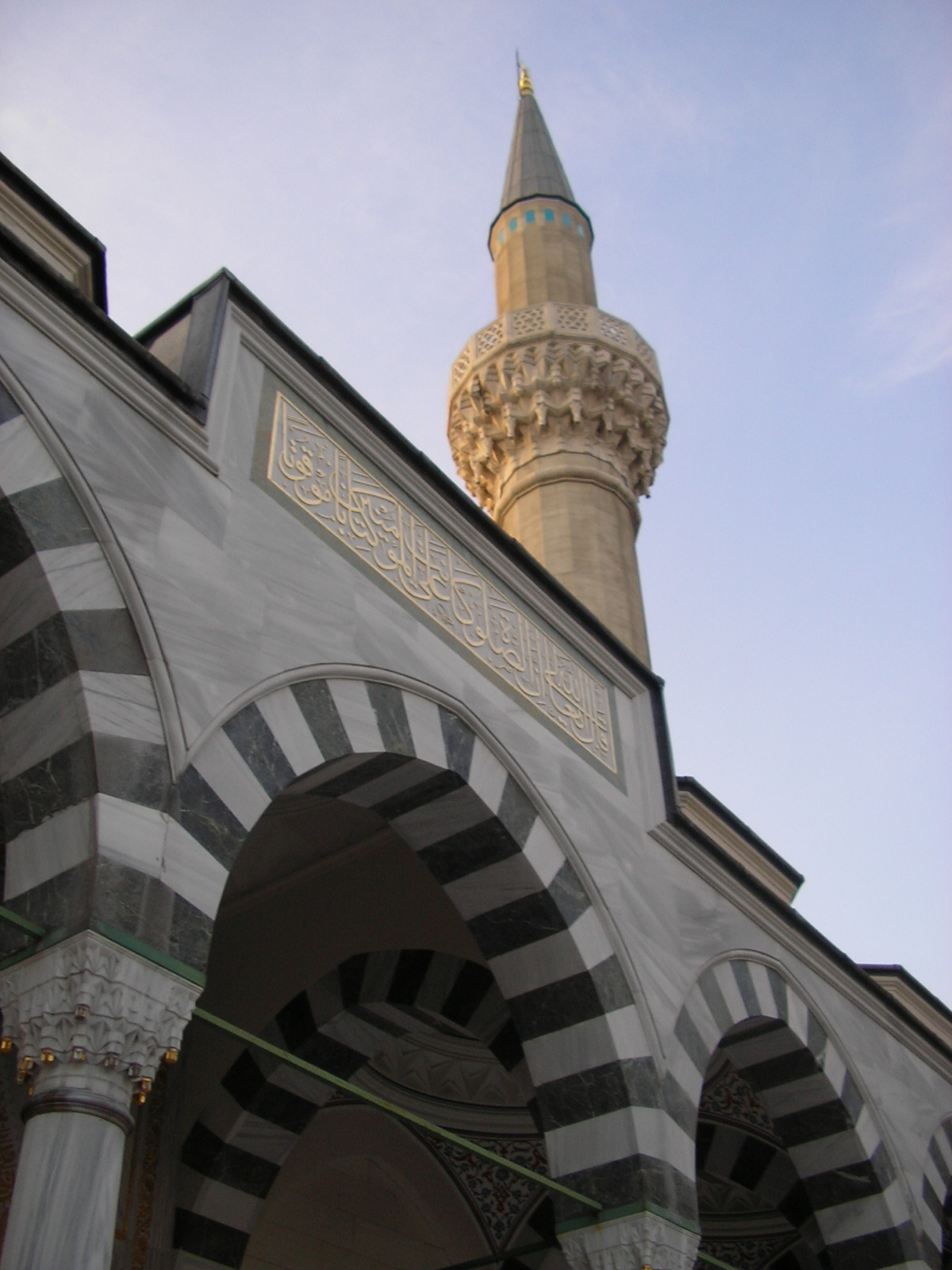
مسجد في طوكيو.

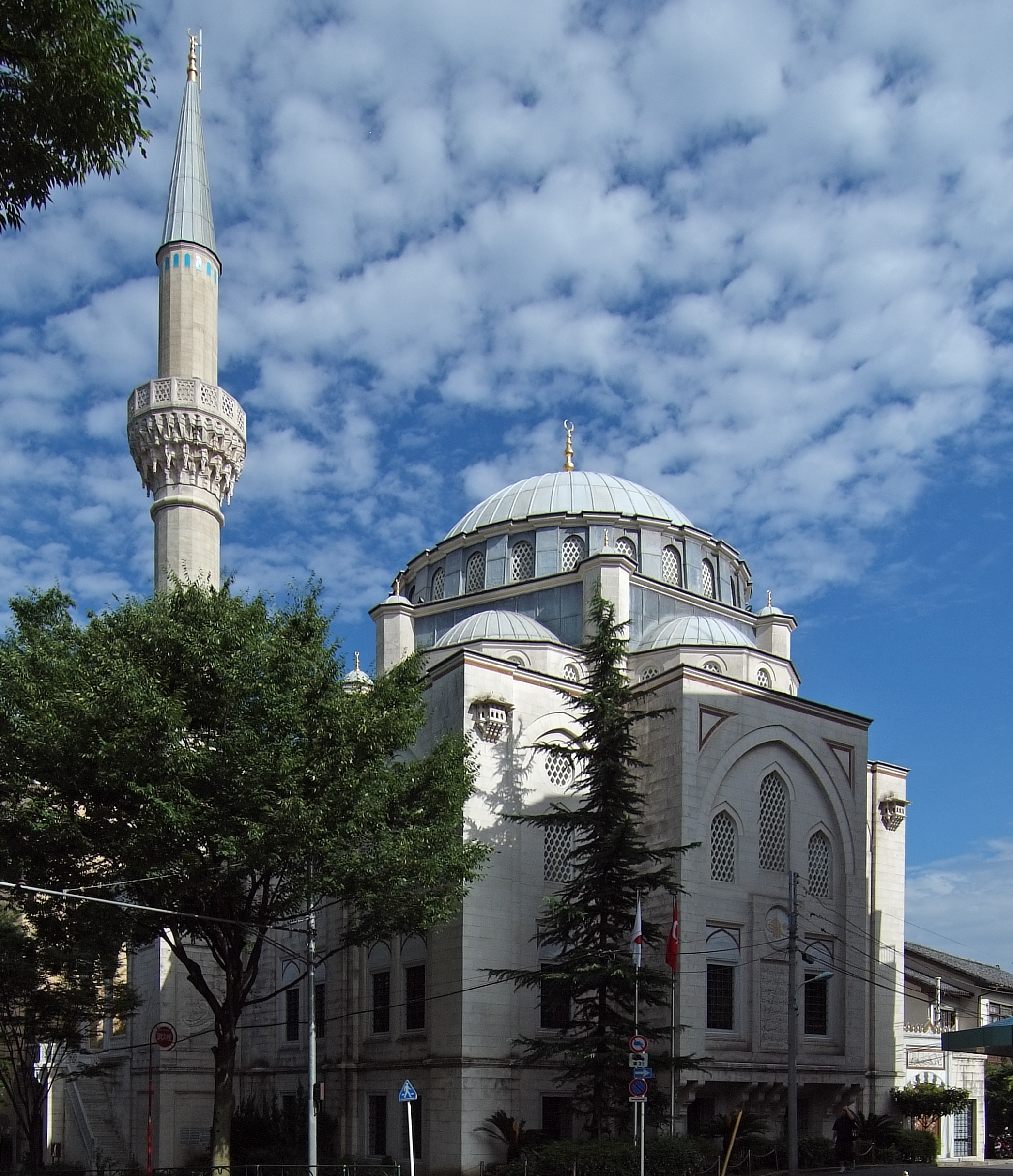
المسجد الجامع في طوكيو.

يبلغ عدد المساجد في اليابان 113 حتى عام 2021، مُرتفعًا بذلك سبعة أضعاف خلال عقدين من الزمان بسبب انتشار الإسلام. يعد مسجد كوبه في مدينة كوبه من أقدم المساجد في البلاد بني على يد مجموعة من الأتراك المُسلمين، وهنالك مسجد في طوكيو أسسه (محمد عبد الحي قربان) سنة 1957 وهو على طراز المساجد التركية، وقد تصدع بنيانه والمسجد الآن ملك السفارة التركية، ومسجد في مدينة أوساكا، وهناك مسجد أثري في مدينة ناجويا وقد تهدم في غارات الحرب العالمية الثانية، وتبرعت وزارة الأوقاف بدولة الإمارات العربية المتحدة بمبلغ مليون وثلث المليون دولار لبناء المسجد، وباقي المساجد موزعة في بعض المدن خارج طوكيو، وتبرعت السعودية بأرض سفارتها القديمة في طوكيو لإقامة مسجد ومركز إسلامي. مسجد السلام في منطقة اوكاتشي ماتشي قريب من محطة وينو خط يامانوتيه. ويوجد الآن مسجد التوحيد بطوكيو -هاتشيوجي
وبه يصلي مسلم صلاة الجمعة وبداخله مركز لتعليم اللغة العربية ومكتبه مصغره يديره قتيبة السامرائي مدير المسجد وامامه.

## القرآن الكريم
ترجمت معاني القرآن الكريم إلى اللغة اليابانية، وكانت أول ترجمة في سنة 1339 هـ، وصدرت الترجمة الثانية في سنة 1393 هـ، ويجب التدقيق فيما صدر من تراجم، فقد استمدت مصادرها من تراجم إنجليزية والحاجة ماسة إلى توزيع نسخ من القرآن الكريم، وإلى ترجمة كتب الحديث والفقه والتوحيد وبناء المدارس الإسلامية ومدها بالمدرسين المؤهلين.

## التعليم
يتلقى المسلمون تعليم قواعد الإسلام في مسجد طوكيو، ومسجدي كوبي وأوساكا، ولاتوجد مدارس إسلامية لحد الآن. كما أنشأت جامعة الإمام محمد بن سعود المعهد العربي الإسلامي في اليابان ونشاطة يتمثل في دورات لتعليم اللغة العربية، مدرسة الروضة الإسلامية لتعليم الأطفال، الإسهام في المنح الدراسية للطلاب المسلمين.
كما أن هناك جهود مشكورة في اليابان على أيدي أحباب الشيخ أحمد كفتارو.

## الجمعيات
يوجد في اليابان عدة جمعيات إسلامية منها: الجمعية الإسلامية اليابانية، والجمعية اليابانية الثقافية، والمؤتمر الإسلامي الياباني الذي قام بفتح فصول لتحفيظ القرآن الكريم، والمركز الإسلامي الياباني، وجمعية الطلاب اليابانيين المسلمين، وجمعية الوقف الإسلامي باليابان، كما قام المركز الإسلامي بطبع كتيبات ومجلة إسلامية باللغة اليابانية، كما تصدر مجلة إسلامية باللغة الصينية (الصراط المستقيم)، وترعي المملكة العربية السعودية إقامة المعهد العربي الإسلامي في طوكيو بحيث يضم مسجدًا ومدرسة وقاعة محاضرات ومكتبة وتم افتتاح المركز في سنة 1403 هـ.

## اليابانيون الأوائل في الإسلام
عبد الحليم أوشاتارو نودا
يعتبر أول من أسلم من اليابانيين. وهو صحفي ساهم في إرسال المعونات لأهالي متضرري فاجعة آل طغرل في تركيا. كما ذكر أنه إسلامه كان على يد أول مسلم.
تورا جيوروا يامادا
ذهب إلى تركيا لمساعدة ضحايا سفينة آل طغرل، وعاش فيها ثمانية عشر عاما، ولعب دورا هاما في تطور العلاقات بين اليابان والعالم الإسلامي.
أحمد أريحا
يعتبر ثالث مسلم ياباني، وهو تاجر كبير، وقد أسلم في الهند وبذل جهود في التعريف عن الإسلام لليابانيين بطريقته الخاصة.
علي أحمد الجرجاوي
هو أول عربي وطأة قدماه اليابان بنية الدعوة إلى الله ونشر نور الإسلام فيها. وزار اليابان في عام 1906 م وهو أزهري صاحب دار للنشر. وقد سمع عن مؤتمر للأديان سيعقد في طوكيو وعليه شد الرحال إليها وفي طريقه التقى بعدة شخصيات مسلمة إصطحبهم معه إلى اليابان، وقام بتأسيس جمعية دعوية بالتعاون مع أحد اليابانيين. عاش الجرجاوي حتى عام 1961 م مخلفا وراءه كتاب الرحلة اليابانية يتحدث فيه عن رحلته إلى اليابان التي بدأها من مصر.

## الشخصيات الإسلامية البارزة
أحمد فضلي المصري

صورة قديمة لـ عبد الرشيد إبراهيم.

كان أحمد فضلي ضابطا في الجيش المصري، وقد جاء لليابان عام 1908 م. وهو أول من تزوج من يابانية مسلمة من العرب.
عبد الرشيد إبراهيم
الداعيه التتاري من سيبريا الذي زار اليابان في عام 1909 م وتوفي فيها بعد أن أحبها في عام 1944 م وهو عالم ومؤرخ ورحالة عالمي ورجل دعوة. له مؤلف عظيم عن اليابان، قام الدكتور صالح السامرائي بترجمته الي العربية.
مولوي محمد بركة الله بهوبالي
هو داعية ورجل سياسة من الهند. زار اليابان عام 1909 م وأسس كرسي الدراسات الإدارية في جامعة طوكيو للغات الأدبية كما ساهم على إصدار مجلة الأخوة الإسلامية في اليابان.
حسن هاتانو
صحفي ياباني مشهور أسلم على يد محمد بركة الله البهوبالي عام 1911 م، زوجته ووالد زوجته مسلمان.

## أوائل الحجاج اليابانيين
عمر ميتسوتارو ياماأكا أسلم في بومباي بالهند وذهب للحج مع عبد الرشيد إبراهيم، وبذلك يكون هو أول حاج ياباني مسلم يذهب للحج. سافر الي عدة دول إسلامية منها مصر وتركيا، وله مؤلفات كثيرة. توفي مريضا في أحد المصحات عن عمر يناهي الثمانين.
محمد نور إبي تأناكا
ثاني حاج ياباني. وقد كان صديقا لعمر أوكا ومن المتأثيرين به. وقد حج في عام 1924 م.
تاكيشي سوزوكي
أسلم في إندونسيا. حظى باجتماع مع الملك عبد العزيز آل سعود. كما أدى مناسك الحج ثلاث مرات. ألف كتابا تحت عنوان «ياباني في مكة». توفي في حادث أثنا قصف القوات الأمريكية للسفينة التي كان يستقلها والتي كانت متجهة الي اليابان عام 1945 م.

## معرض صور

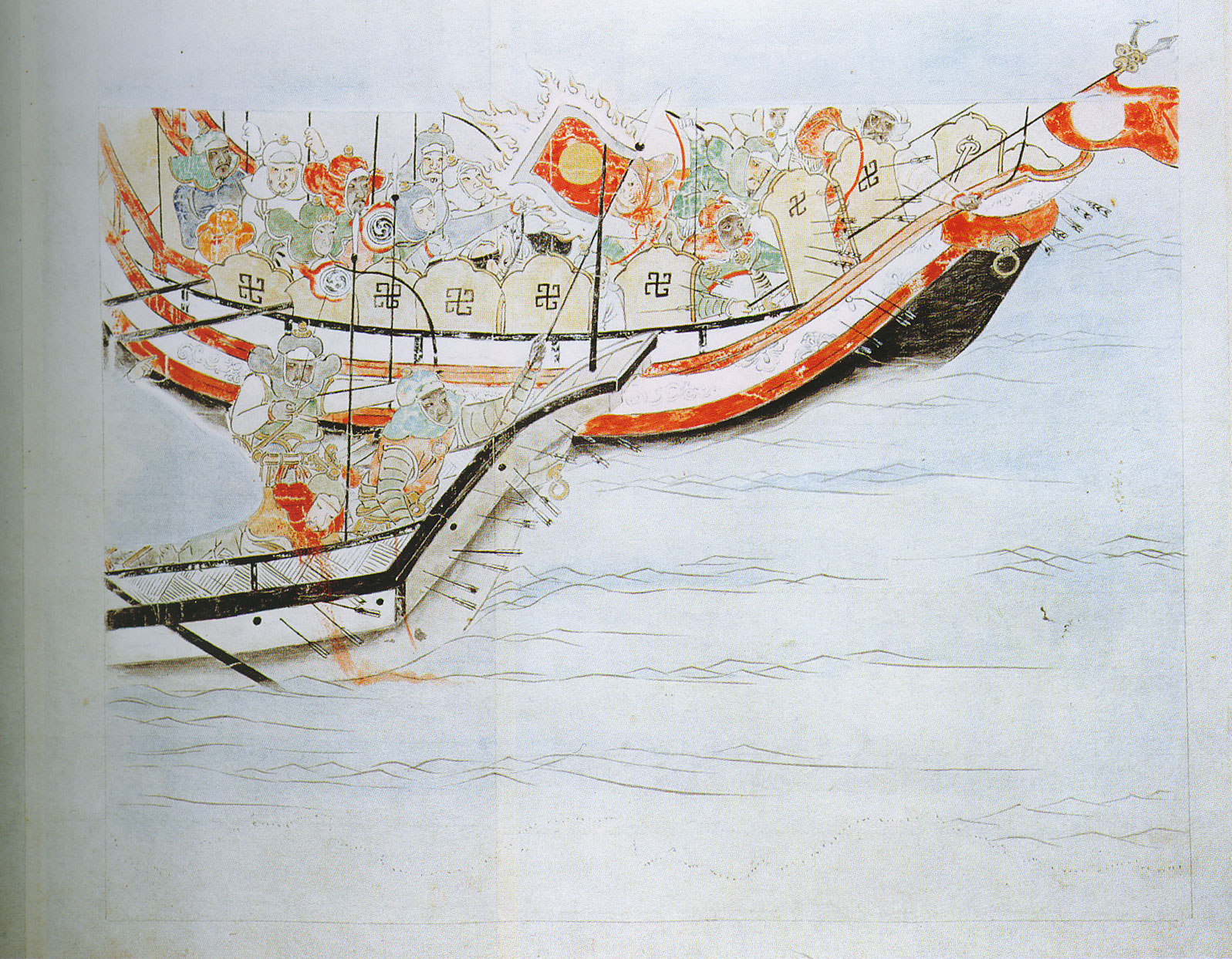
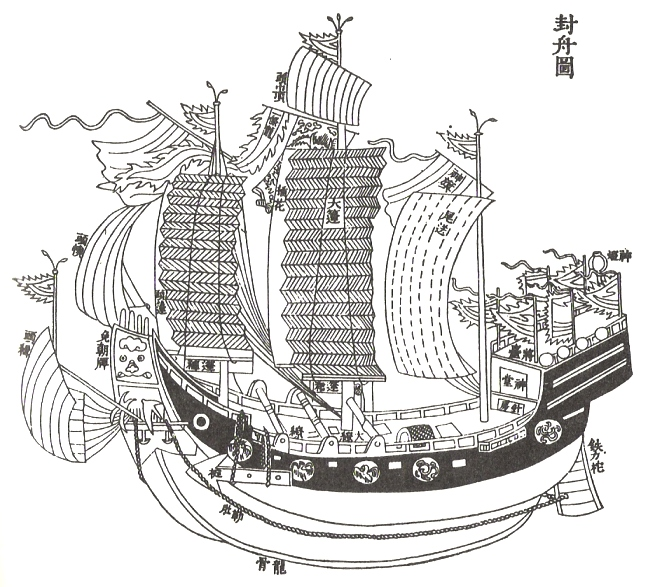
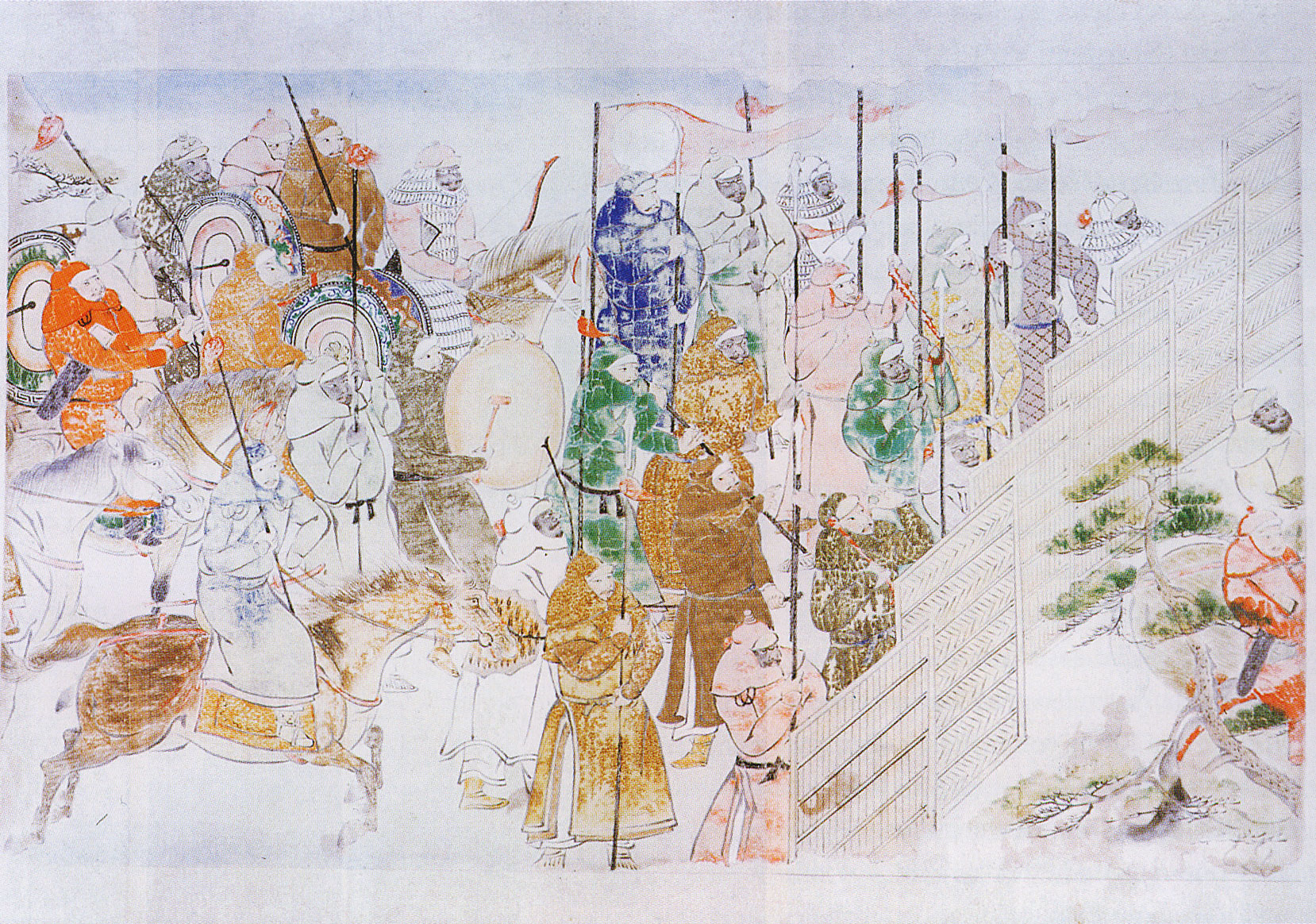

## وصلات الخارجية
- المركز الإسلامي باليابان
- مسجد كوبي
- isuramu
- جمعية الوقف الإسلامي باليابان
- جامع طوكيو، المسجد التركي